# Villenauxe-la-Petite
Villenauxe-la-Petite là một xã ở tỉnh Seine-et-Marne, thuộc vùng Île-de-France ở miền bắc nước Pháp.

## Dân số
Người dân ở Villenauxe-la-Petite được gọi là Villenauxois.
Điều tra dân số năm 1999, xã này có dân số là 372.